# Onigiri

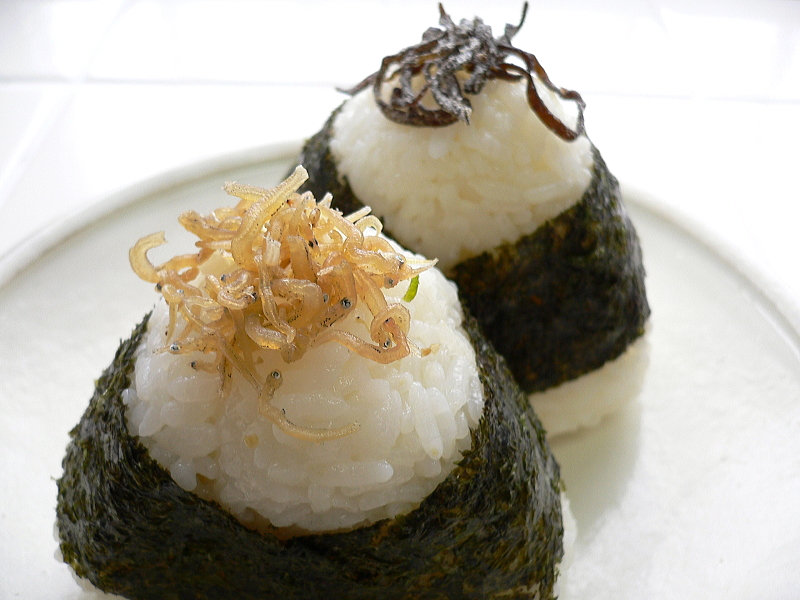
Két onigiri, rizs labda, egy tányéron

Az onigiri (お握り), vagy más néven o-musubi, nigirimeshi (御握り; おにぎり), vagy rizslabda egy japán étel, ami általában háromszög vagy henger alakúra formázott fehér főtt rizs, amelyet gyakran noriba (alga) csomagolnak.
Hagyományosan tölteléknek számít az ume/umebosi (pácolt japán szilva), lazac, kacuobusi,kombu, tarako vagy egyéb sós és erjesztett savanyú hozzávaló. Számos japán kisbolt árul különböző ízesítésű onigiriket. Vannak azonban kizárólag az onigiri eladására és elvitelre történő készítésére specializálódott üzletek is. Ennek a trendnek a népszerűsége miatt az onigiri világszerte a japán éttermek híres ételévé vált. Téves az az elképzelés miszerint az onigiri egyfajta szusi. Az onigiri egyszerű főtt rizsből készül (esetleg enyhén sózott), miközben a szusi készítése során a rizshez ecetet, sót és cukrot is adnak.

## Története
A 11. században Muraszaki Sikibu a naplójában (Muraszaki Sikibu nikki) említést tesz arról, hogy az emberek ilyenfajta rizslabdát esznek. Ebben a korban, az onigirit tondzsikinek hívták és a szabadtéri piknikek gyakori ételének számított. Más írott források, a 17. századhoz nyúlnak vissza, melyekben azt olvashatjuk, hogy sok szamuráj a háborúban gyors ebéd gyanánt, ilyen bambusztálcán felszolgált rizslabdát evett. Azonban az onigiri eredete korábbra tehető. mint Muraszaki feljegyzései. Mielőtt az evőpálcika széles körben elterjedt volna a Nara-korban, a rizst kicsi labdákká gyúrták, így egyszerűbb volt felemelni. A Heian-korszakban a rizst négyszögletes alakúvá formázva. amit tondzsikiként ismerünk tányéron szolgálták fel. A Kamakura-korszaktól kezdve az Edo-korszakig, az onigiri egy gyors ételnek számított. Ez azt jelentette, hogy a szakácsoknak csupán azzal kellett törődniük, hogy elegendő onigirit készítsenek, de a felszolgálás már nem okozott nagy gondot számukra. Ezek az onigirik egyszerű sós ízű rizslabdák voltak. A nori nem volt széles körben elérhető, egészen az Edo-korszak közepén lévő Genroku-korig , amikor ugyanis elterjedt a termesztése és lappá való préselése.

## Tömeggyártása
Az 1980-as években dolgozták ki azokat a gépeket, amik háromszögű onigiriket tudtak készíteni. A tölteléket innentől kezdve az onigiribe nyomott lyukba töltötte, amit norival fedtek be. Amióta az onigirit gépekkel kezdték gyártani, a nori is kellékévé vált ezeknek a rizslabdáknak, viszont idővel a rizshez tapadva átnedvesedett és ragadóssá vált. A csomagoláshoz használt fólia lehetővé tette, hogy a nori elkülönüljön a rizstől és ezzel megőrizze ropogós állagát. Evés előtt az étkező nyitja ki, a külön becsomagolt norit és helyezhet az onigiri köré. Az onigiri megtöltésére szolgáló lyuk használata, az onigiri új ízét könnyebbé tette, mivel ez a eljárási folyamat nem igényelte az összetevők változtatását. A modern mechanikailag csomagolt onigiri-t speciálisan hajtogatják úgy, hogy a műanyag csomagolás a nori és a rizs között nedvességgátként működjön. Ezáltal, amikor a csomagolás mindkét végén nyitva van, a nori és a rizs, érintkezésbe kerül.

## Rizs
Általában az onigiri főtt fehér rizsből készül, bár néha különböző fajtájú főtt rizst használnak, mint például:
- O-kova vagy kova-mesi (sekihan): párolt ragadós rizs, azuki-val (japán vörös bab) főzve
- Maze-gohan ("vegyes rizs"): főtt rizs, amelyet a különböző hozzávalókkal kevernek
- Sült rizs (Jaki-gohan)

## Töltelék
A töltelék mindig harmóniában van és kiemeli a főtt vagy enyhén sózott rizs ízét.Az umebosi, okaka vagy cukudani már régóta használt hozzávalók. A rizsgolyó közepébe kialakított mélyedésbe töltik és norival borítják be. Ha azonban ízesített, kevert rizsből készítik nem szokás befedni. Vannak olyan fajták is, amelyeknél a töltelék az onigiri oldalához tapasztják, ilyen például a sült hús, pisztráng, macutake gomba stb.
A tipikus töltelékek az alábbiak.
- Só: A rizst sóval keverik, esetleg nori lappal fedik. Ez shio-musubi-nak nevezik.
- Szárított termékek (Okaka): Például szárított bonító.
- Majonézzel kevert hús: majonézes tonhal, majonézes garnéla stb. Az otthoni készítésnél a boltokban elterjedtebb, mert itt hideg rizs közé töltik és így a majonéz nem olvad meg.
- Sült, grillezett ételek: Kis méretű tempura, sült hal, sült hús, grillezett angolna
- Kakuni: dongpo sertés
- Feldolgozott halikra: mentaiko, tobiko, kaviár stb.
- Sózott halak: tintahal, lazac stb.
- Pácolt, erjesztett gyümölcs és zöldség (Cukudani): umebosi, takana, nozavana stb.
- Savanyúságok – például taka, sibazuke stb.
- Fermentált élelmiszerek – tojás, miszo, lóing miszo, olaj miszo, nattó stb.
- Miszo: Szójabab paszta, néha zöldhagymával keverve, esetleg pirítva

## Csomagolás
Általában a rizs külsejére alga lapot helyeznek, de a Kantó régióban a sült alga is népszerű, továbbá a Kanszai régióban fűszerezett moszatot is használnak. Ezen kívül vannak a norin kívül egyéb hozzávalókkal befedett onigirik is. Ez az ország különböző területein eltérő, például Naganó régióban a savanyított zöldség (sibazuke). Tojama, Isikava és Fukui régióban jelentős alga feldolgozóipar található (tororo, tengeri moszat) , Vakajama régióban az ecetes mustár, a Tokusima és Kagosima prefektúrában található Amami Osima szigeten az Amami helyi vékonyra sütött omlett( usujaki-tamago)népszerű. Van, hogy különböző növényi levelekbe csomagolják, amelyeknek a baktériumok elterjedését gátló tulajdonságát felhasználva tartósítják a rizst. A háromszög formájúakat az algalappal teljesen beboríthatják, egy téglalap alakú nori csíkot az aljára és két oldalára helyezik, vagy az élek mentén egy vékony csíkkal fedhetik az oldalát. Ezenkívül fekete és fehér szezámmaggal is megszórhatják.

## Forma
Vannak általánosan elterjedt alakok, de nincs egységes szabály rá.
- Háromszög - alacsony magasságú háromszög alakú. Általános, mert könnyű megfogni. Edo–kori rizsételének sokszor ilyen formája volt. A hagyományos ebéddobozoknál (o-bentó) gyakori.
- bála - henger alakú. Ez a Kanszai régió szabványos típusa. Az úgynevezett ,,Halle" ülésen felszolgált ebéddobozoknál.
- kerek, lemez alakú - mint egy gouda sajt vagy egy kagami sütemény.
- gömbölyű – gömb alakúra formázott (kézi gránát típusú) kialakítás.
- téglalap - téglalap alakú paralelepipedon, kis magassággal. Kjúsún és Tajvanon elterjedt forma. Közel áll a préselt szusihoz.
- egyéb: szilvavirág, csillag alak stb. Amikor egy öntőformába nyomják bele és úgy formázzák, különböző formák vannak.

## Egyéb változatok
- Jakionigiri- sült onigiri

A rizslabdát szójaszósszal vagy miszo pasztával kenik be és olajon megpirítják a két oldalát. Fagyasztott ételként is forgalmazzák.
- Oniszasza:
- Okinava prefektúra jellegzetes onigiri, ami nigiri szusihoz hasonlóan formázott kevert vagy sima rizs, aminek a tetejére worcester-szósszal ízesített sült hús kerül.
- Onigirazu: szusi szendvics amelyet sokféle dologgal töltenek, mint például uborka, tofu, tojás, sült hús stb.

## Más országokban hasonló ételek
- Cifantuan: shanghai rizslabdák, amelyeket általában reggelire esznek.
- Spam musubi: hawaii étel, amely szárított hínárral egy rizstömbhöz kapcsolt grillezett löncshús
- Maki-zusi
- Ketupat: délkelet-ázsiai módszer, amivel a főtt rizst kókuszlevelekbe csomagolják.
- Arancini: olasz panírozott sült rizsgolyó, különböző töltelékekkel.
- Lo mai gai: kínai módszer, amivel a rizst lótuszlevelekbe csomagolják
- Zongzi vagy bakcang: kínai étel, ami ragacsos rizs, bambusz vagy nádas levelekkel burkolva

## Fordítás
- Ez a szócikk részben vagy egészben  az   Onigiri című angol Wikipédia-szócikk fordításán alapul.  Az eredeti cikk szerkesztőit annak laptörténete sorolja fel. Ez a jelzés csupán a megfogalmazás eredetét és a szerzői jogokat jelzi, nem szolgál a cikkben szereplő információk forrásmegjelöléseként.